# Географія Панами
Панама — північноамериканська країна, що знаходиться на крайньому півдні континенту . Загальна площа країни 75 420 км² (118-те місце у світі), з яких на суходіл припадає 74 340 км², а на поверхню внутрішніх вод — 1 080 км². Площа країни втричі більша за площу Луганської області України. 

## Етимологія
Офіційна назва — Республіка Панама, Панама (ісп. Republica de Panama, Panama). Назва країни походить від назви колишнього села біля сучасної столиці країни, міста Панами (ісп. Panama), яке було засноване іспанськими конквістадорами 1519 року і перейняло назву селища. Мовою індіанців куева «па-на-ма» означає місце, де вдосталь риби. Можливий переклад з мови карибів — надлишок метеликів. Можливо, від назви однойменного панамського дерева.

## Географічне положення
Панама — північноамериканська країна, що межує з двома іншими країнами: на південному сході — з Колумбією (спільний кордон — 339 км), на північному заході — з Коста-Рикою (348 км). Загальна довжина державного кордону — 687 км. Панама на півночі омивається водами Карибського моря Атлантичного океану, на півдні — Тихого. Загальна довжина морського узбережжя 2490 км.

Карта Панами від ООН (англ.)Карта Панами від ООН (англ.)
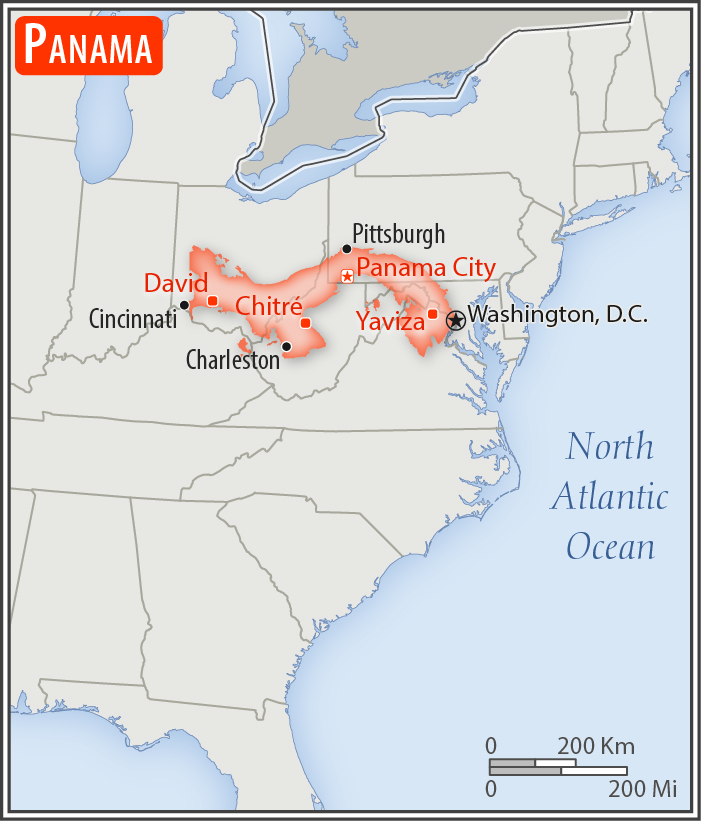
Порівняння розмірів території Панами та США
Морські кордони Панами
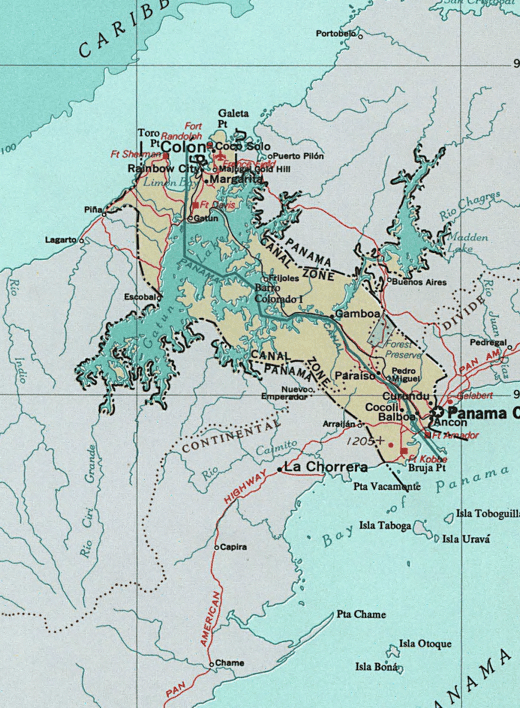
Панамський канал

Згідно з Конвенцією Організації Об'єднаних Націй з морського права (UNCLOS) 1982 року, протяжність територіальних вод країни встановлено в 12 морських миль (22,2 км). Прилегла зона, що примикає до територіальних вод, в якій держава може здійснювати контроль необхідний для запобігання порушень митних, фіскальних, імміграційних або санітарних законів простягається на 24 морські милі (44,4 км) від узбережжя (стаття 33). Виключна економічна зона встановлена на відстань 200 морських миль (370,4 км) від узбережжя, до континентальної брівки.

### Час
Час у Панамі: UTC-5 (-7 годин різниці часу з Києвом).

## Геологія

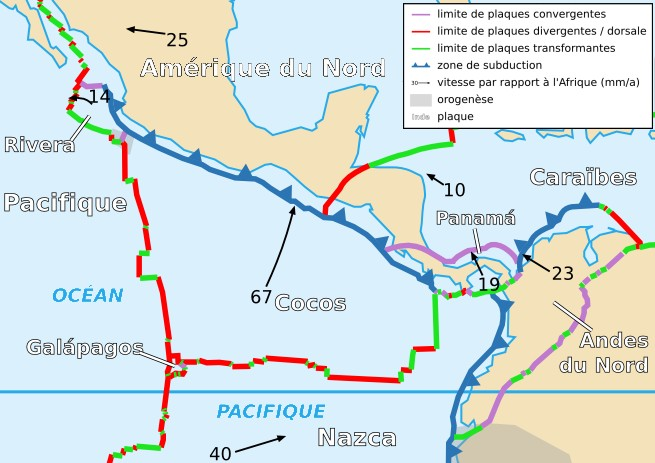
Тектонічна карта плити Кокос
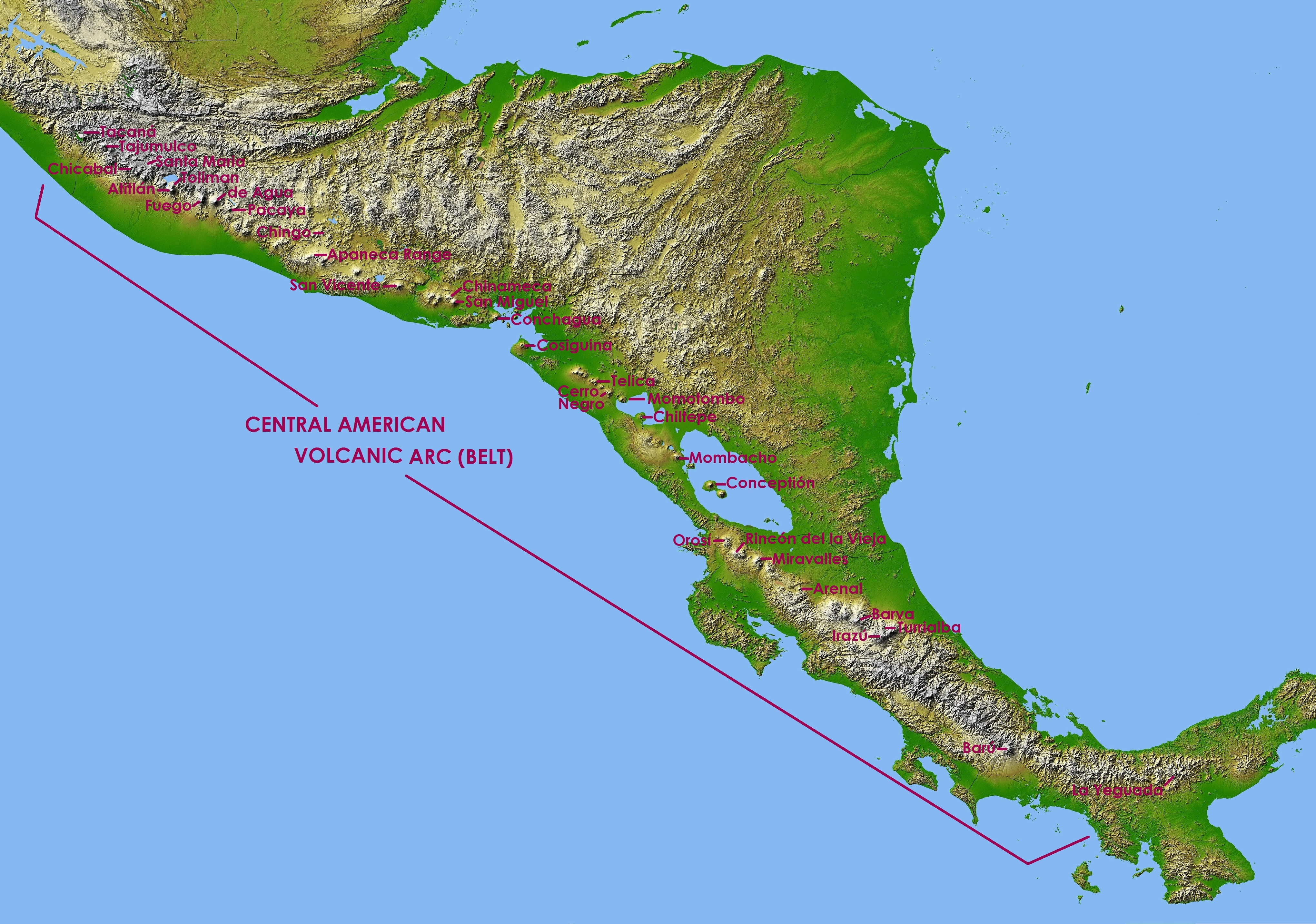
Центральноамериканський вулканічний пояс
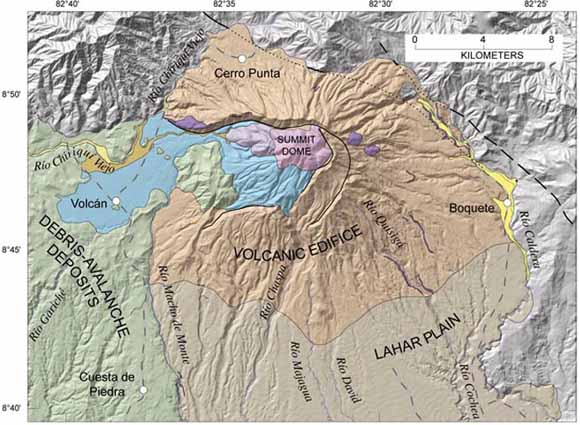
Геологія вулкана Бару

### Сейсмічність
Територія Панами характеризується високою сейсмічністю. Сила землетрусів на території Панами та в прилеглих районах Карибського моря і Тихого океану — 5-7 бальна.

## Рельєф
Середні висоти — 360 м; найнижча точка — рівень вод Тихого океану (0 м); найвища точка — вулкан Бару (3475 м). Близько 50 % території країни — гори (висотою до 3475 м), іншу половину займають низовинні рівнини. У широтному напрямі майже через всю країну тягнеться центральний гірський ланцюг, облямований з обох боків прибережними низовинами. Як для карибського, так і для тихоокеанського узбережжя характерні глибокі бухти і розташовані неподалік острови. Гірська внутрішня частина Панами утворена декількома хребтами. Західні хребти, що протяглися в Панаму з Коста-Рики, увінчані декількома вулканічними піками, найвищий з них — гора Бару. Східніше тягнуться круті схили хребта Серранія-де-Табасара висотою понад 900 м над р.м., що доходить до Панамського каналу. Цей хребет різко обривається південно-західніше міста Панама, а далі на південний схід йде інша гірська система — Кордильєра-де-Сан-Блас, яка переходить в більш високий ланцюг Серранія-дель-Дар'єн, що продовжується в Колумбії. Хребет, Серранія-дель-Баудо, починається на південному сході Панами і тягнеться від затоки Мігель в Колумбію. Між цими хребтами знаходиться багато невисоких пагорбів, озер і понад 400 річок і струмків.

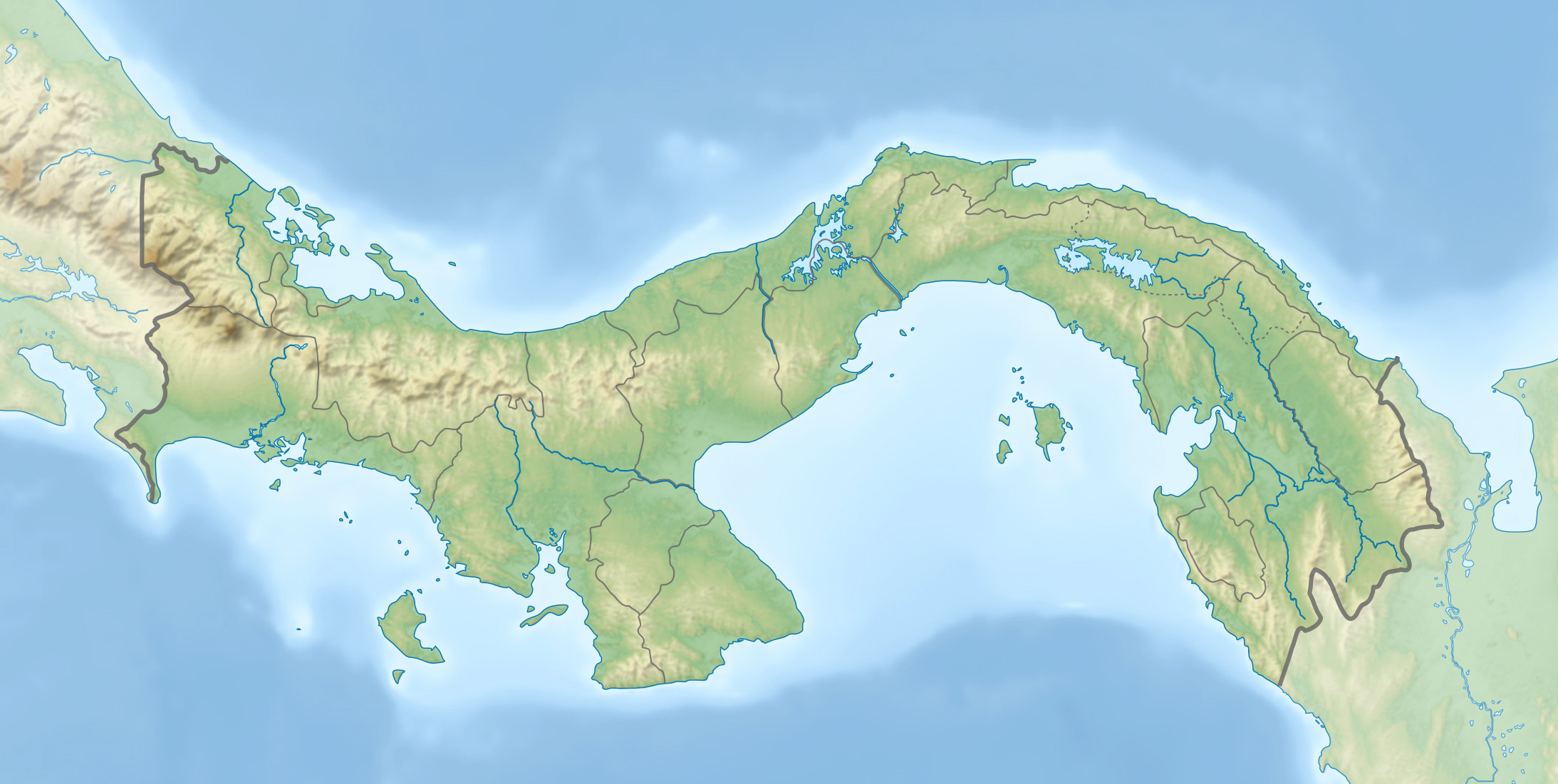
Рельєф Панами
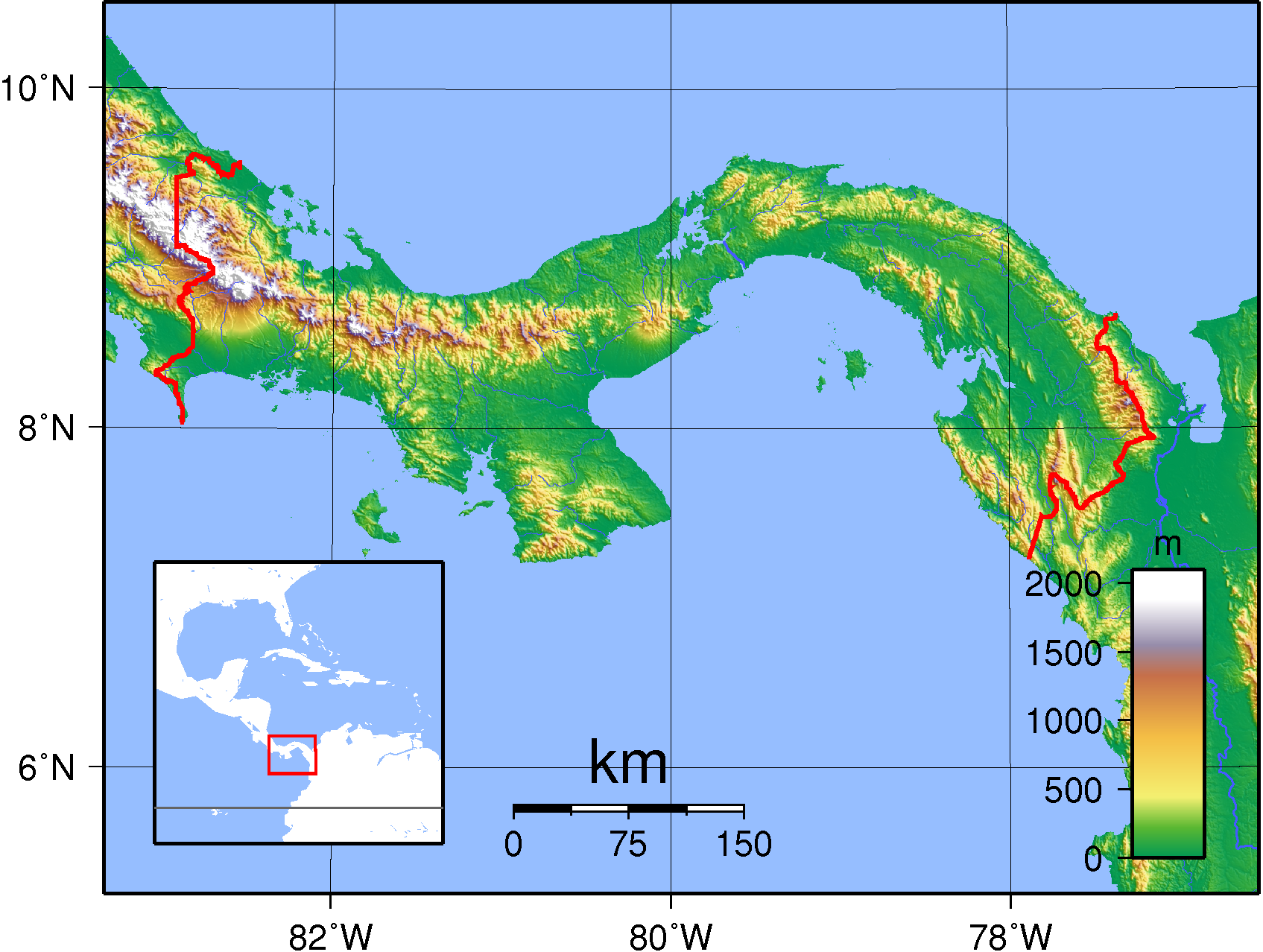
Гіпсометрична карта Панами
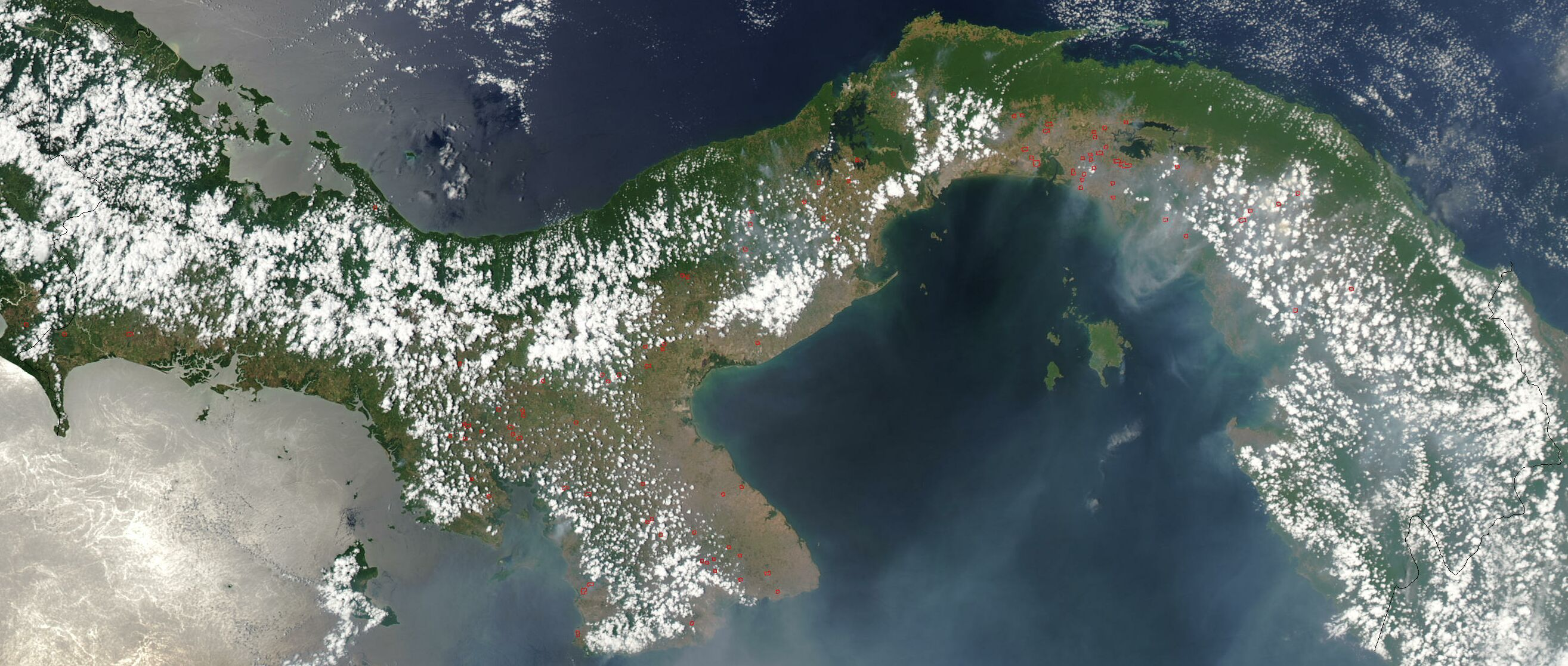
Супутниковий знімок поверхні країни
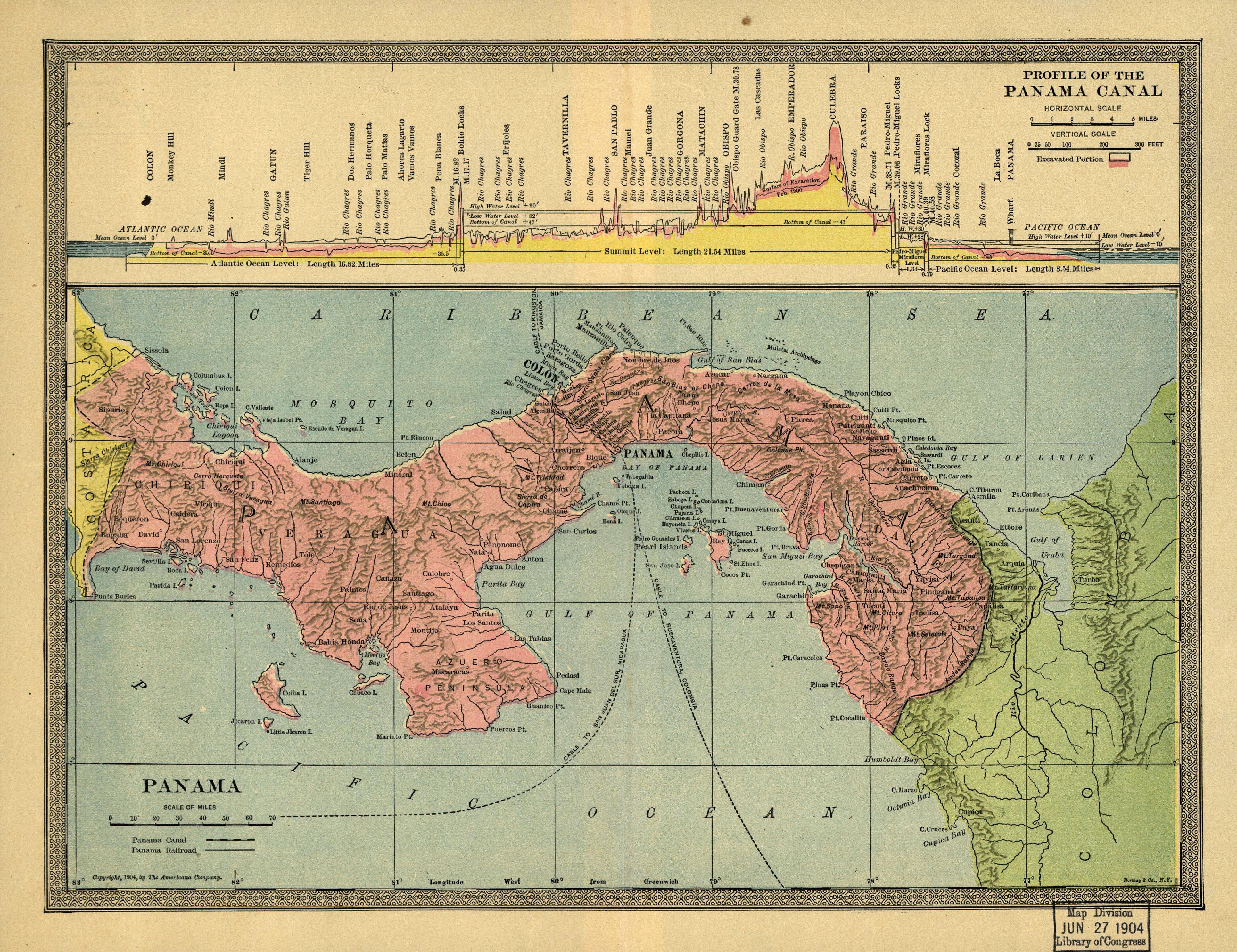
Профіль Панами
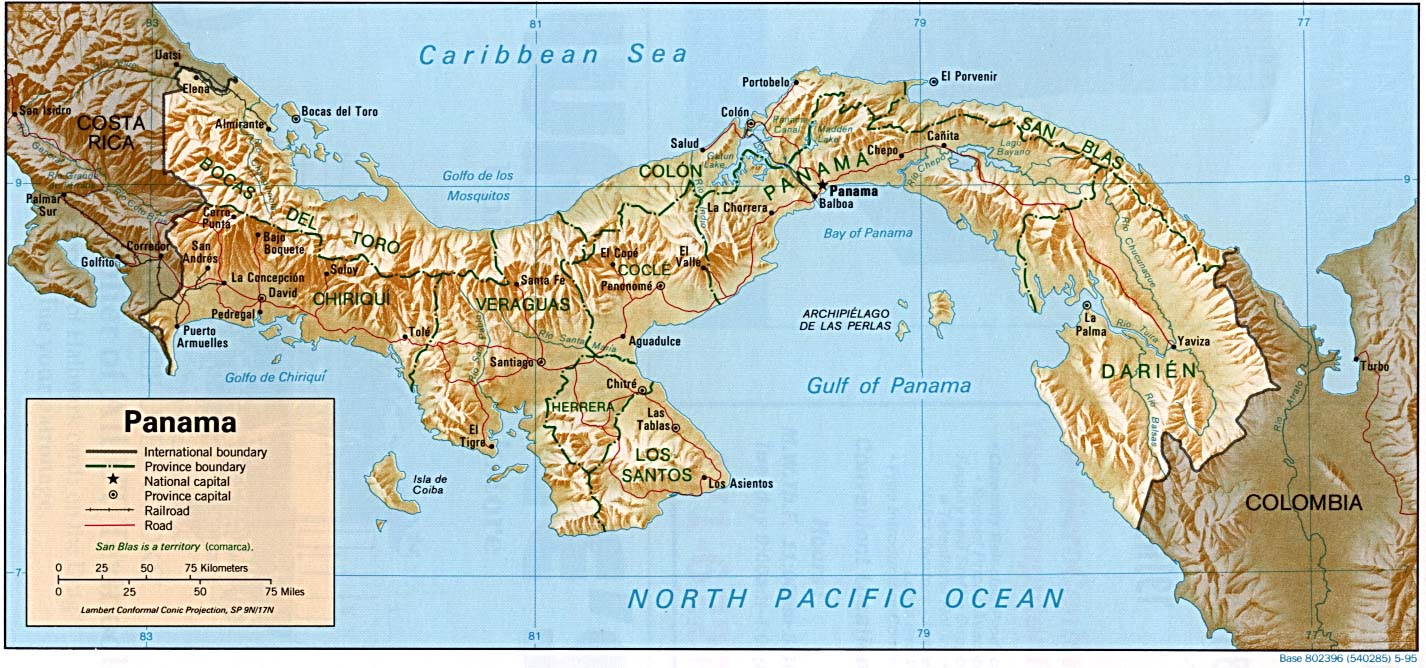
Карта країни (англ.)

Панамський канал між двома океанами прокладений в найнижчій частині перешийка між західною і східною гірськими областями, де горби не перевищують 87 м над рівнем моря.

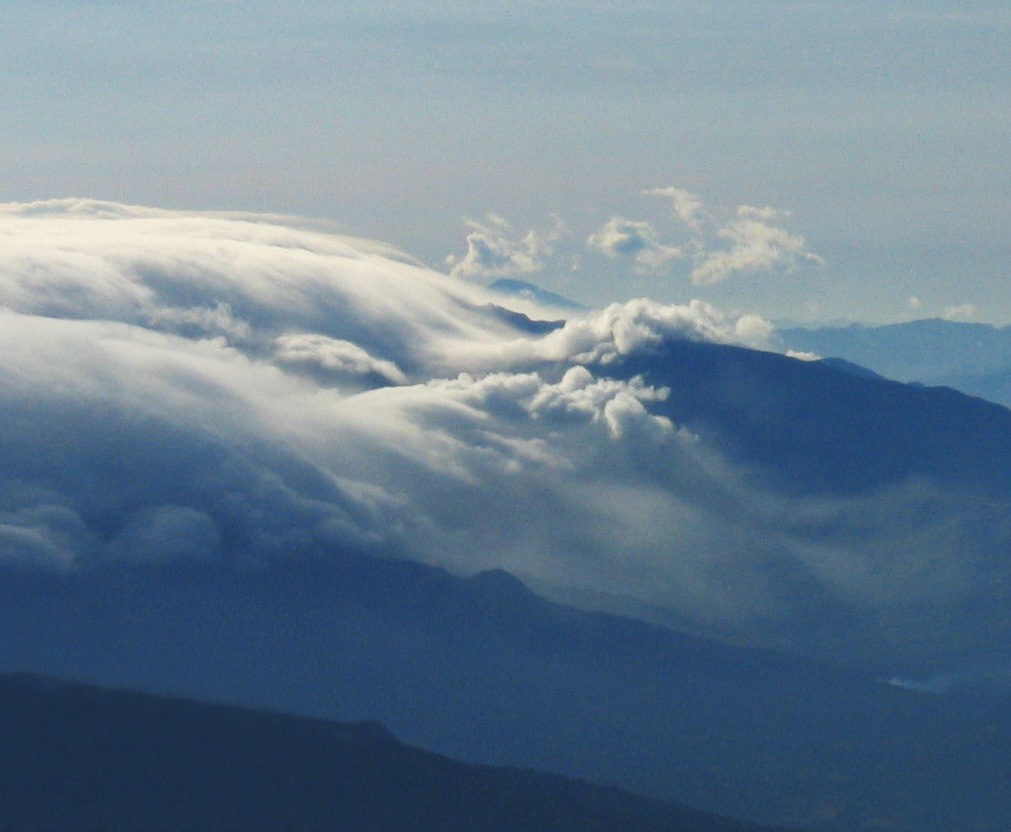
Вулкан Бару в хмарах

### Узбережжя
Узбережжя Панами поцятковане безліччю заток і лагун. На північному заході затока Москітос, на північному сході — Дар'єнська Карибського моря Атлантичного океану. На південному заході затока Чірікі, на півдні та південному сході — Панамська Тихого океану.

### Острови
У Панамській затоці з тихоокеанської сторони знаходиться понад 100 невеликих островів .

## Клімат
Територія Панами лежить у субекваторіальному кліматичному поясі. Влітку переважають екваторіальні повітряні маси, взимку — тропічні. Влітку вітри дмуть від, а взимку до екватора. Сезонні амплітуди температури повітря незначні, зимовий період не набагато прохолодніший за літній. Зволоження достатнє, у літньо-осінній період з морів та океанівчасто надходять руйнівні тропічні циклони.

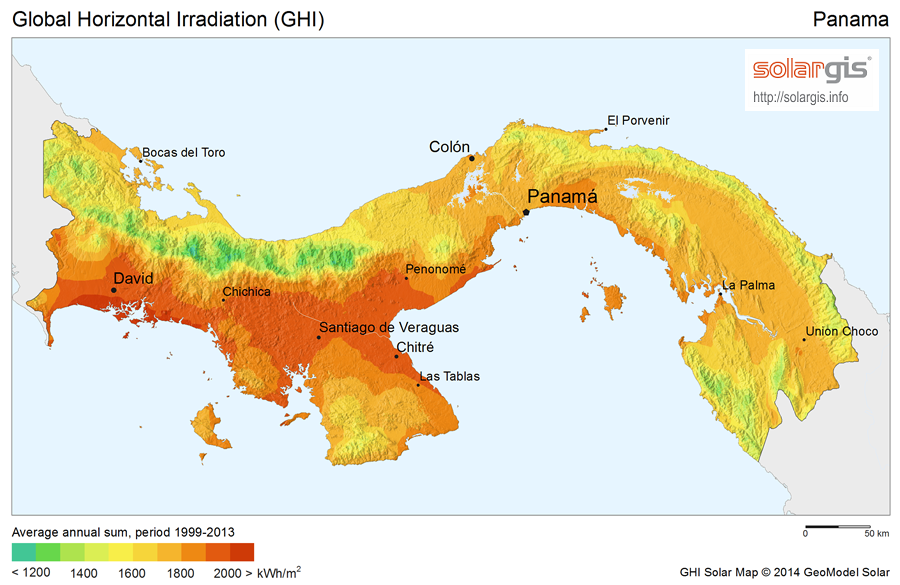
Сонячна радіація (англ.)
Кліматична карта Панами (за Кеппеном)
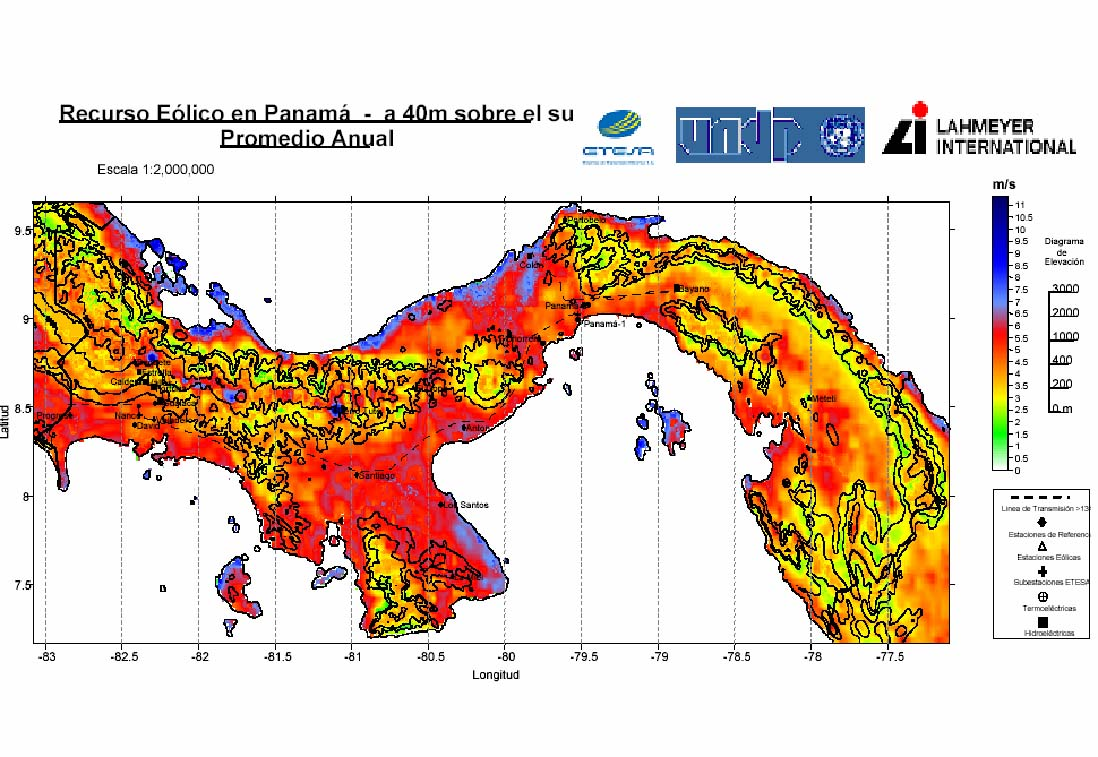
Вітрова карта Панами

Панама є членом Всесвітньої метеорологічної організації (WMO), в країні ведуться систематичні спостереження за погодою.

## Внутрішні води

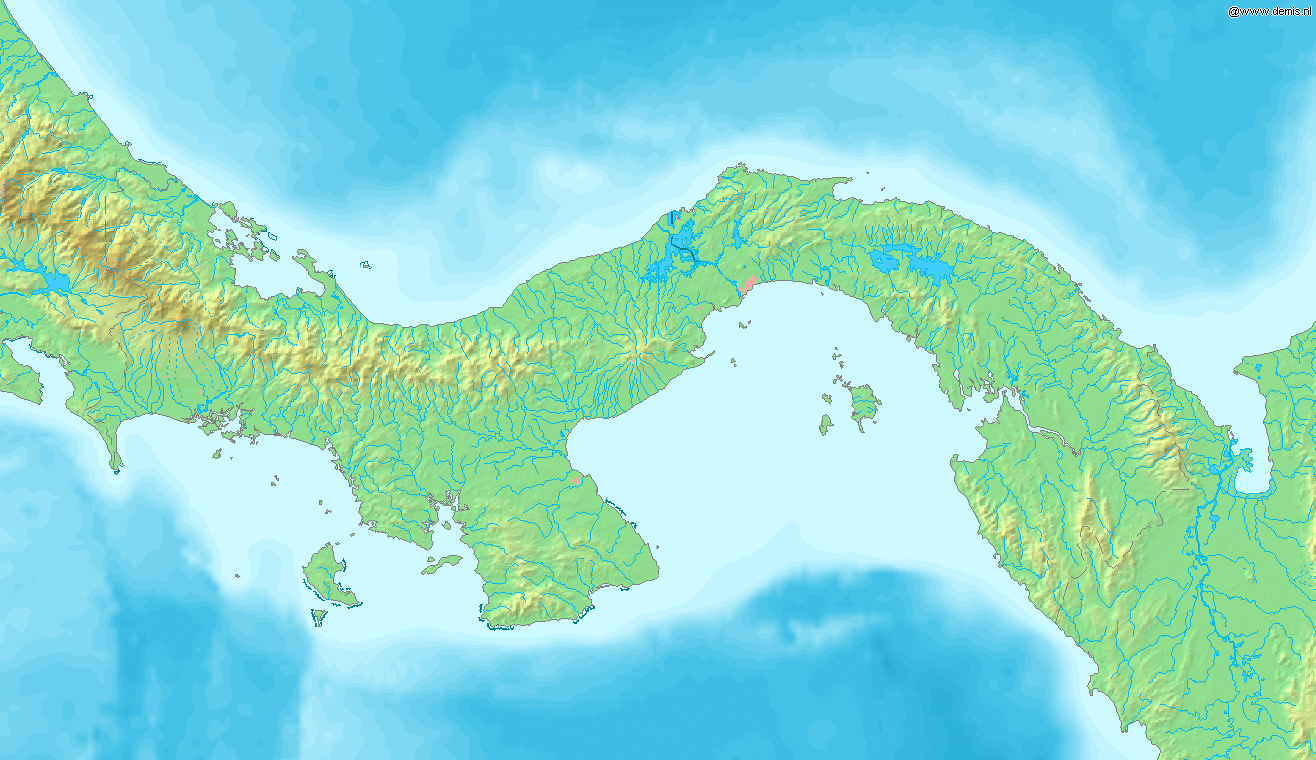
Гідрографічна мережа Панами
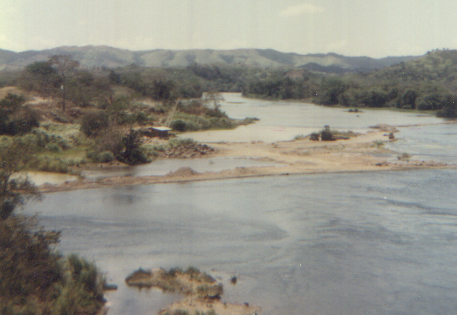
Річка Чагрес

### Річки
Річки країни належать басейнам Тихого (південь) і Атлантичного (північ) океанів.

## Рослинність
У Панамі зустрічається понад 2000 видів тропічних рослин. Особливо багато опадів випадає на східному узбережжі, де ростуть тропічні густі вологі ліси. Із західної тихоокеанської сторони опадів випадає менше, там поширені зарості чагарників. Такі зарості в національному парку Дар'є на півдні країни практично незаселені і незаймані людиною.

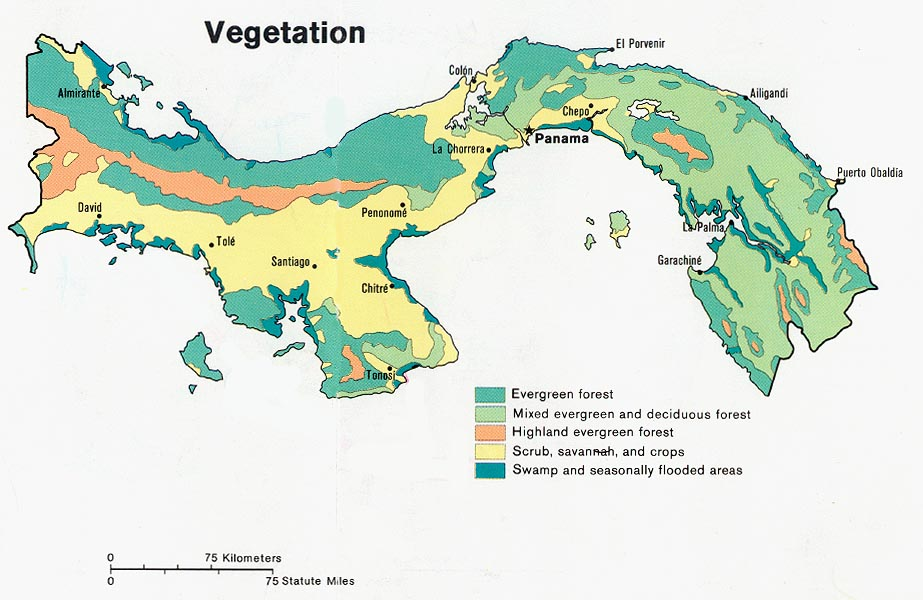
Карта рослинності Панами, 1981 рік
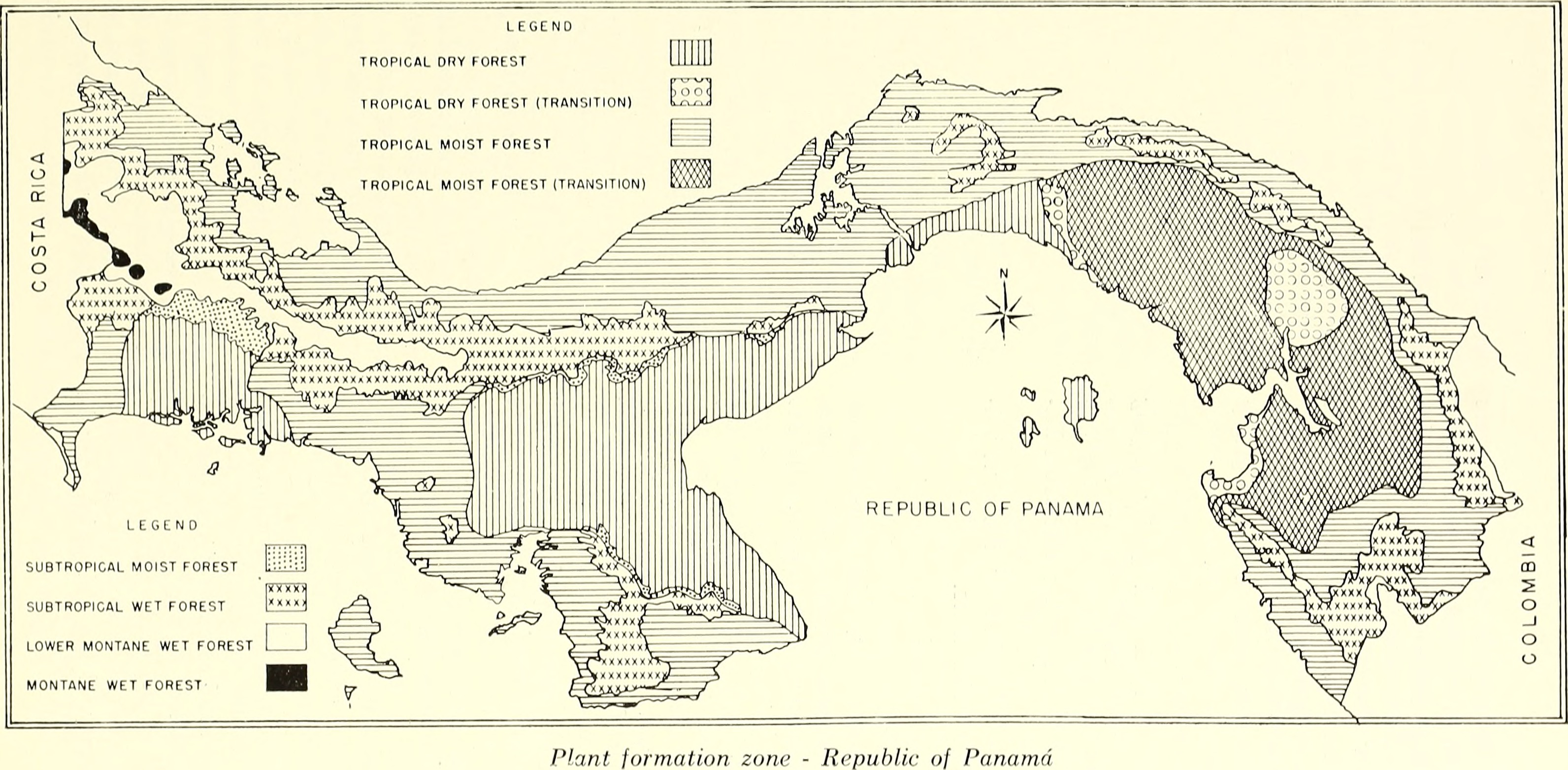
Типи лісів Панами, 1956 рік
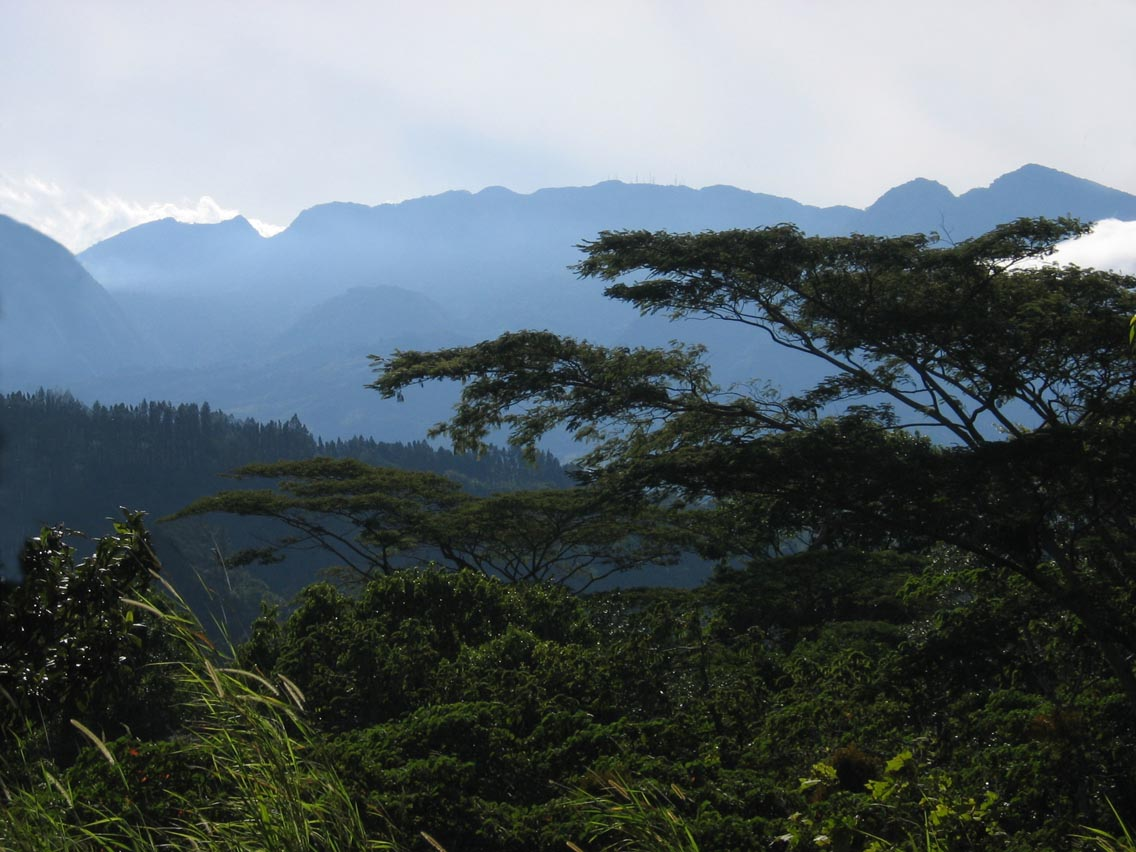
Вологі тропічні ліси Панами

## Тваринний світ
Головним чинником, який визначає унікальність фауни країни, є «Великий Панамський обмін» — масштабний процес обміну тваринним світом між Північною та Південною Америкою після утворення перешийка приблизно 3 мільйони років тому. Завдяки цьому на території Панами сьогодні співіснують як південноамериканські групи (наприклад, броненосці, мурахоїди, мавпи-ревуни, тапіри), так і північноамериканські (олені, ведмеді, дрібні гризуни, хижі кішки). Географічне положення забезпечує Панамі високий рівень біорізноманіття. Незважаючи на невелику територію в країні описано понад 250 видів ссавців, у тому числі близько 120 видів кажанів (один із найбільших показників серед країн світу), 970 видів птахів (із значною кількістю перелітних видів внаслідок того, що Панама розташована на важливому шляху міграцій між Північною та Південною Америкою), 150 видів плазунів, 200 видів земноводних, 1400 видів риб.
За зоогеографічним районуванням світу країна належить до Центральноамериканської зоогеографічної підобласті Неотропічної зоогеографічної області. Тому основу тваринного населення регіону становлять зональні субекваторіальні вологолісові (1), перемінно вологолісові (2), сухолісові (3) та саванові (4) угруповання тварин, а також інтразональні гірські, водно-болотні (долинно-річкові, приморські, у тому числі мангрові) та океанічно-острівні тваринні угруповання, характерні для субекваторіального кліматичного поясу і тропічного кліматичних поясів. Домінуючими в зональних угрупованнях є гігромезофільні й мезофільні групи та види тварин.

## Стихійні природні явища
На території країни спостерігаються небезпечні природні явища і стихійні лиха: нечасті помірні шторми і лісові пожежі в регіоні Дар'єн.

## Природні ресурси

### Мінеральні ресурси
Надра Панами багаті на ряд корисних копалин: мідь.

### Водні ресурси
Загальні запаси відновлюваних водних ресурсів (ґрунтові і поверхневі прісні води) становлять 148 км³. Станом на 2012 рік в країні налічувалось 321 км² зрошуваних земель.

### Земельні ресурси
Земельні ресурси Панами (оцінка 2011 року):
- придатні для сільськогосподарського обробітку землі — 30,5 %,
  - орні землі — 7,3 %,
  - багаторічні насадження — 2,5 %,
  - землі, що постійно використовуються під пасовища — 20,7 %;
- землі, зайняті лісами і чагарниками — 43,6 %;
- інше — 25,9 %[1].

## Охорона природи
Серед екологічних проблем варто відзначити:
- забруднення вод сільськогосподарськими хімікатами збіднює рибні ресурси у прибережних водах;
- знеліснення вологих тропічних лісів;
- деградація земель через ерозію ґрунтів вздовж Панамського каналу і гірничі кар'єри;
- забруднення повітря в містах.

Панама є учасником ряду міжнародних угод з охорони навколишнього середовища:
- Конвенції про біологічне різноманіття (CBD),
- Рамкової конвенції ООН про зміну клімату (UNFCCC),
- Кіотського протоколу до Рамкової конвенції,
- Конвенції ООН про боротьбу з опустелюванням (UNCCD),
- Конвенції про міжнародну торгівлю видами дикої фауни і флори, що перебувають під загрозою зникнення (CITES),
- Конвенції про заборону військового впливу на природне середовище (ENMOD),
- Базельської конвенції протидії транскордонному переміщенню небезпечних відходів,
- Конвенції з міжнародного морського права,
- Лондонської конвенції про запобігання забрудненню моря скиданням відходів,
- Монреальського протоколу з охорони озонового шару,
- Міжнародної конвенції запобігання забрудненню з суден (MARPOL),
- Міжнародної угоди про торгівлю тропічною деревиною 1983 і 1994 років,
- Рамсарської конвенції із захисту водно-болотних угідь[13],
- Міжнародної конвенції з регулювання китобійного промислу[1].

Урядом країни підписана, але не ратифікована міжнародна Конвенція з охорони морських живих ресурсів.

## Фізико-географічне районування
У фізико-географічному відношенні територію Панами можна розділити на _ райони, що відрізняються один від одного рельєфом, кліматом, рослинним покривом: .

### Українською
- Атлас світу / голов. ред. І. С. Руденко ; зав. ред. В. В. Радченко ; відп. ред. О. В. Вакуленко. — К. : ДНВП «Картографія», 2005. — 336 с. — ISBN 9666315467.
- Атлас. 7 клас. Географія материків і океанів / Укладачі О. Я. Скуратович, Н. І. Чанцева. — К. : ДНВП «Картографія», 2014.
- Барановська О. В. Фізична географія материків і океанів : навч. посіб. для студентів ВНЗ : [у 2 ч.]. — Н. : Ніжинський державний університет ім. Миколи Гоголя, 2013. — 306 с. — ISBN 978-617-527-106-3.
- Бєлозоров С. Т. Географія материків. — К. : Вища школа, 1971. — 371 с.
- Гілецький Й. Р. Природні ресурси світу : Навч. посібник. — Львів : Світ, 2004. — 304 с. — ISBN 966-603-307-0
- Дубович І. А. Країнознавчий словник-довідник. — 5-те вид., перероб. і доп. — К. : Знання, 2008. — 839 с. — ISBN 978-966-346-330-8.
- Кукурудза С. І. Біогеографія : Підручник. — Львів : Вид-во ЛГУ ім. Івана Франка, 2006. — 504 с. — ISBN 966-613-502-7
- Палієнко В. І., Шищенко П. Г., Бойко В. М. Фізична географія світу : Навч. посібник. — К. : КНУ ім.  Т. Шевченка, 2016. — 246 с. — ISBN 978-966-439-918-1
- Панама // Гірничий енциклопедичний словник : [у 3-х тт.] / за ред. В. С. Білецького. — Д. : Східний видавничий дім, 2004. — Т. 3. — 752 с. — ISBN 966-7804-78-X.
- Панасенко Б. Д. Фізична географія материків : навч. посіб. : в 2 ч. — В. : ЕкоБізнесЦентр, 1999. — 200 с.
- Фізична географія материків та океанів : Підручник у 2-х т. / Ред. П. Г. Шищенко. — К. : Київський університет, 2020. — Т. 2. Африка, Америка, Австралія, Антарктида, Океани. — 470 с. — ISBN 978-966-439-989-8
- Юрківський В. М. Регіональна економічна і соціальна географія. Зарубіжні країни: Підручник. — 2-ге. — К. : Либідь, 2001. — 416 с. — ISBN 966-06-0092-5.

### Англійською
- (англ.) Graham Bateman. The Encyclopedia of World Geography. — Andromeda, 2002. — 288 с. — ISBN 1871869587.

### Російською
- (рос.) Панама // Латинская Америка. Энциклопедический справочник [в 2-х тт.] / Главный редактор В. В. Вольский. — М. : Советская энциклопедия, 1982. — Т. 2. К-Я. — 656 с.
- (рос.) Авакян А. Б., Салтанкин В. П., Шарапов В. А. Водохранилища. — М. : Мысль, 1987. — 326 с. — (Природа мира)
- (рос.) Алисов Б. П., Берлин И. А., Михель В. М. Курс климатологии [в 3-х тт.] / под. ред. Е. С. Рубинштейна. — Л. : Гидрометиздат, 1954. — Т. 3. Климаты земного шара. — 320 с.
- (рос.) Апродов В. А. Вулканы. — М. : Мысль, 1982. — 368 с. — (Природа мира)
- (рос.) Апродов В. А. Зоны землетрясений. — М. : Мысль, 2010. — 462 с. — (Природа мира) — ISBN 978-5-244-01122-7.
- (рос.) Букштынов А. Д., Грошев Б. И., Крылов Г. В. Леса. — М. : Мысль, 1981. — 316 с. — (Природа мира)
- (рос.) Власова Т. В. Физическая география материков. С прилегающими частями океанов. Южная Америка, Африка, Австралия и Океания, Антарктида. — 4-е, перераб. — М. : Просвещение, 1986. — 269 с.
- (рос.) Гвоздецкий Н. А. Карст. — М. : Мысль, 1981. — 214 с. — (Природа мира)
- (рос.) Гвоздецкий Н. А., Голубчиков Ю. Н. Горы. — М. : Мысль, 1987. — 400 с. — (Природа мира)
- (рос.) Географический энциклопедический словарь: географические названия / под. ред. А. Ф. Трёшникова. — 2-е изд., доп. — М. : Советская энциклопедия, 1989. — 585 с. — ISBN 5-85270-057-6.
- (рос.) Дорст Ж. Центральная и Южная Америка. — М. : Прогресс, 1977. — 318 с. — (Континенты, на которых мы живем)
- (рос.) Дроздов Н. Н., Мяло Е. Г. Биогеография мира : Учебник. — М. : Высшая школа, 1985. — 272 с.
- (рос.) Исаченко А. Г., Шляпников А. А. Ландшафты. — М. : Мысль, 1989. — 504 с. — (Природа мира) — ISBN 5-244-00177-9.
- (рос.) Каплин П. А., Леонтьев О. К., Лукьянова С. А., Никифоров Л. Г. Берега. — М. : Мысль, 1991. — 480 с. — (Природа мира) — ISBN 5-244-00449-2.
- (рос.) Словарь современных географических названий / под общей редакцией акад. В. М. Котлякова. — Екатеринбург : У-Фактория, 2006.
- (рос.) Литвин В. М., Лымарев В. И. Острова. — М. : Мысль, 2010. — 288 с. — (Природа мира) — ISBN 978-5-244-01129-6.
- (рос.) Лобова Е. В., Хабаров А. В. Почвы. — М. : Мысль, 1983. — 304 с. — (Природа мира)
- (рос.) Максаковский В. П. Географическая картина мира. Книга I: Общая характеристика мира. — М. : Дрофа, 2008. — 495 с. — ISBN 978-5-358-05275-8.
- (рос.) Максаковский В. П. Географическая картина мира. Книга II: Региональная характеристика мира. — М. : Дрофа, 2009. — 480 с. — ISBN 978-5-358-06280-1.
- (рос.) Панама // Поспелов Е. М. Топонимический словарь. — М. : АСТ, 2005. — 229 с. — ISBN 5-17-016407-6.
- (рос.) География / под ред. проф. А. П. Горкина. — М. : Росмэн-Пресс, 2006. — 624 с. — (Современная иллюстрированная энциклопедия) — ISBN 5-353-02443-5.
- (рос.) Физико-географический атлас мира. — М. : Академия наук СССР и Главное управление геодезии и картографии ГУГК СССР, 1964. — 298 с.
- (рос.) Энциклопедия стран мира / глав. ред. Н. А. Симония. — М. : НПО «Экономика» РАН, отделение общественных наук, 2004. — 1319 с. — ISBN 5-282-02318-0.